# Philodromus mediocris
Philodromus mediocris là một loài nhện trong họ Philodromidae.
Loài này thuộc chi Philodromus. Philodromus mediocris được Willis J. Gertsch miêu tả năm 1934.